# Campionati del mondo di ciclismo su pista 2020 - Keirin femminile
La prova di keirin femminile ai Campionati del mondo di ciclismo su pista 2020 si è svolta il 1º marzo 2020.
Hanno partecipato 27 atlete appartenenti a 19 federazioni.
Ogni gara si è disputata sulla distanza di 6 giri.

## Podio
| Pos.    | Atleta           | Nazionalità   |
| ------- | ---------------- | ------------- |
| Oro     | Emma Hinze       | Germania      |
| Argento | Lee Hye-jin      | Corea del Sud |
| Bronzo  | Stephanie Morton | Australia     |

## Risultati

### Primo turno
Si qualificano per i quarti di finale le prime due di ogni batteria, le altre vanno ai ripescaggi.

#### Batteria 1
| Posizione | Atleta             | Nazione       | Gap    | Note |
| --------- | ------------------ | ------------- | ------ | ---- |
| 1         | Katy Marchant      | Gran Bretagna |        | Q    |
| 2         | Lee Wai Sze        | Hong Kong     | +0.035 | Q    |
| 3         | Lyubov Basova      | Ucraina       | +0.132 |      |
| 4         | Simona Krupeckaitė | Lituania      | +0.199 |      |
| 5         | Anastasija Vojnova | Russia        | +0.417 |      |

#### Batteria 2
| Posizione | Atleta              | Nazione       | Gap    | Note |
| --------- | ------------------- | ------------- | ------ | ---- |
| 1         | Nicky Degrendele    | Belgio        |        | Q    |
| 2         | Lee Hye-jin         | Corea del Sud | +0.082 | Q    |
| 3         | Riyu Ohta           | Giappone      | +0.395 |      |
| 4         | Urszula Łoś         | Polonia       | +0.367 |      |
| 5         | Jessica Lee Hoi Yan | Hong Kong     | +0.377 |      |

#### Batteria 3
| Posizione | Atleta              | Nazione       | Gap    | Note |
| --------- | ------------------- | ------------- | ------ | ---- |
| 1         | Shanne Braspennincx | Paesi Bassi   |        | Q    |
| 2         | Stephanie Morton    | Australia     | +0.024 | Q    |
| 3         | Martha Bayona       | Colombia      | +0.077 |      |
| 4         | Natasha Hansen      | Nuova Zelanda | +0.105 |      |
| 5         | Helena Casas        | Spagna        | +0.453 |      |

#### Batteria 4
| Posizione | Atleta              | Nazione       | Gap    | Note |
| --------- | ------------------- | ------------- | ------ | ---- |
| 1         | Lea Friedrich       | Germania      |        | Q    |
| 2         | Ellesse Andrews     | Nuova Zelanda | +0.070 | Q    |
| 3         | Kelsey Mitchell     | Canada        | +0.178 |      |
| 4         | Mathilde Gros       | Francia       | +0.313 |      |
| 5         | Dar'ja Šmelëva      | Russia        | +2.907 |      |
| –         | Laurine van Riessen | Paesi Bassi   | DNF    | DNF  |

DNF = Prova non completata

#### Batteria 5
| Posizione | Atleta            | Nazione       | Gap    | Note |
| --------- | ----------------- | ------------- | ------ | ---- |
| 1         | Emma Hinze        | Germania      |        | Q    |
| 2         | Madalyn Godby     | Stati Uniti   | +0.088 | Q    |
| 3         | Yuka Kobayashi    | Giappone      | +0.175 |      |
| 4         | Lauriane Genest   | Canada        | +0.398 |      |
| 5         | Charlene Du Perez | Sudafrica     | +0.807 |      |
| 6         | Olivia Podmore    | Nuova Zelanda | +0.982 |      |

### Ripescaggi primo turno
Le prime due di ogni batteria si qualificano ai quarti di finale

#### Batteria 1
| Posizione | Atleta          | Nazione | Gap    | Note |
| --------- | --------------- | ------- | ------ | ---- |
| 1         | Lauriane Genest | Canada  |        | Q    |
| 2         | Mathilde Gros   | Francia | +0.023 | Q    |
| 3         | Lyubov Basova   | Ucraina | +0.064 |      |
| 4         | Dar'ja Šmelëva  | Russia  | +0.207 |      |

#### Batteria 2
| Posizione | Atleta              | Nazione       | Gap    | Note |
| --------- | ------------------- | ------------- | ------ | ---- |
| 1         | Laurine van Riessen | Paesi Bassi   |        | Q    |
| 2         | Natasha Hansen      | Nuova Zelanda | +0.033 | Q    |
| 3         | Riyu Ohta           | Giappone      | +0.152 |      |
| 4         | Charlene Du Perez   | Sudafrica     | +0.749 |      |
| 5         | Simona Krupeckaitė  | Lituania      | +0.824 |      |

#### Batteria 3
| Posizione | Atleta             | Nazione       | Gap    | Note |
| --------- | ------------------ | ------------- | ------ | ---- |
| 1         | Anastasija Vojnova | Russia        |        | Q    |
| 2         | Martha Bayona      | Colombia      | +0.021 | Q    |
| 3         | Urszula Łoś        | Polonia       | +0.223 |      |
| 4         | Olivia Podmore     | Nuova Zelanda | +0.228 |      |

#### Batteria 4
| Posizione | Atleta              | Nazione   | Gap    | Note |
| --------- | ------------------- | --------- | ------ | ---- |
| 1         | Kelsey Mitchell     | Canada    |        | Q    |
| 2         | Helena Casas        | Spagna    | +0.061 | Q    |
| 3         | Yuka Kobayashi      | Giappone  | +0.097 |      |
| 4         | Jessica Lee Hoi Yan | Hong Kong | +1.061 |      |

### Quarti di finale
Si qualificano alle semifinali le prime quattro atlete di ogni batteria.

#### Batteria 1
| Posizione | Atleta              | Nazione       | Gap    | Note |
| --------- | ------------------- | ------------- | ------ | ---- |
| 1         | Lea Friedrich       | Germania      |        | Q    |
| 2         | Lee Hye-jin         | Corea del Sud | +0.042 | Q    |
| 3         | Katy Marchant       | Gran Bretagna | +0.106 | Q    |
| 4         | Laurine van Riessen | Paesi Bassi   | +0.124 | Q    |
| 5         | Anastasija Vojnova  | Russia        | +0.193 |      |
| 6         | Helena Casas        | Spagna        | +0.209 |      |

#### Batteria 2
| Posizione | Atleta           | Nazione       | Gap    | Note |
| --------- | ---------------- | ------------- | ------ | ---- |
| 1         | Emma Hinze       | Germania      |        | Q    |
| 2         | Stephanie Morton | Australia     | +0.090 | Q    |
| 3         | Natasha Hansen   | Nuova Zelanda | +0.194 | Q    |
| 4         | Nicky Degrendele | Belgio        | +0.228 | Q    |
| 5         | Martha Bayona    | Colombia      | +0.276 |      |
| 6         | Lauriane Genest  | Canada        | +0.367 |      |

#### Batteria 3
| Posizione | Atleta              | Nazione       | Gap    | Note |
| --------- | ------------------- | ------------- | ------ | ---- |
| 1         | Lee Wai Sze         | Hong Kong     |        | Q    |
| 2         | Madalyn Godby       | Stati Uniti   | +0.050 | Q    |
| 3         | Ellesse Andrews     | Nuova Zelanda | +0.067 | Q    |
| 4         | Mathilde Gros       | Francia       | +0.086 | Q    |
| 5         | Shanne Braspennincx | Paesi Bassi   | +0.096 |      |
| 6         | Kelsey Mitchell     | Canada        | +0.190 |      |

### Semifinali
Si qualificano per la finale le prime tre atlete di ogni batteria, le altre si qualificano per la finale di consolazione.

#### Semifinale 1
| Posizione | Atleta              | Nazione       | Gap    | Note |
| --------- | ------------------- | ------------- | ------ | ---- |
| 1         | Stephanie Morton    | Australia     |        | Q    |
| 2         | Lee Hye-jin         | Corea del Sud | +0.034 | Q    |
| 3         | Lea Friedrich       | Germania      | +0.075 | Q    |
| 4         | Mathilde Gros       | Francia       | +0.110 |      |
| 5         | Natasha Hansen      | Nuova Zelanda | +0.156 |      |
| 6         | Laurine van Riessen | Paesi Bassi   | +0.349 |      |

#### Semifinale 2
| Posizione | Atleta           | Nazione       | Gap    | Note |
| --------- | ---------------- | ------------- | ------ | ---- |
| 1         | Emma Hinze       | Germania      |        | Q    |
| 2         | Lee Wai Sze      | Hong Kong     | +0.043 | Q    |
| 3         | Ellesse Andrews  | Nuova Zelanda | +0.094 | Q    |
| 4         | Katy Marchant    | Gran Bretagna | +0.096 |      |
| 5         | Nicky Degrendele | Belgio        | +0.161 |      |
| 6         | Madalyn Godby    | Stati Uniti   | +0.216 |      |

### Finali

#### Finale
| Posizione | Atleta           | Nazione       | Gap    | Note |
| --------- | ---------------- | ------------- | ------ | ---- |
| 1         | Emma Hinze       | Germania      |        |      |
| 2         | Lee Hye-jin      | Corea del Sud | +0.128 |      |
| 3         | Stephanie Morton | Australia     | +0.198 |      |
| 4         | Lee Wai Sze      | Hong Kong     | +0.327 |      |
| 5         | Ellesse Andrews  | Nuova Zelanda | +0.389 |      |
| 6         | Lea Friedrich    | Germania      | +0.710 |      |

#### Finale di consolazione
| Posizione | Atleta              | Nazione       | Gap       | Note |
| --------- | ------------------- | ------------- | --------- | ---- |
| 7         | Laurine van Riessen | Paesi Bassi   |           |      |
| 8         | Katy Marchant       | Gran Bretagna | +0.070    |      |
| 9         | Mathilde Gros       | Francia       | +0.130    |      |
| 10        | Madalyn Godby       | Stati Uniti   | +1:22.118 |      |
| 11        | Nicky Degrendele    | Belgio        | +1:21.851 |      |
| 12        | Natasha Hansen      | Nuova Zelanda | DNF       |      |

DNF = Prova non completata